# 글로벌선진고 축구부
글로벌선진고 축구부는 경상북도 문경시에 위치한 글로벌선진학교의 고등학교 축구부이다. 글로벌선진학교가 운영하는 축구부로 2013년에 창단 되었다.

## 참고 문헌
- “KFA 통합경기정보 시스템”. 대한축구협회.

## 같이 보기
- 글로벌선진학교